# Sally la petite sorcière
Sally la petite sorcière / Minifée (魔法使いサリー, Mahōtsukai Sarī) est un manga de type magical girl de Mitsuteru Yokoyama sorti en 1966.

## Synopsis
Sally s'est liée d'amitié avec Patricia et Elisa, des filles terriennes. C'est le jour de son couronnement de reine qu'elle va devoir abandonner ses amies et ne plus retourner sur la Terre. Sally, n'étant pas d'accord, fuit le royaume et arrive sur la Terre au moment d'un accident. Sa mère, au courant de son départ accepte cette décision en échange d'effacer tous les souvenirs du pays des rêves et de sa famille. Il refera ainsi les liens qu'elle a tissé auparavant et décide de s'installer sur la Terre. Elle y bâtit une sorte de château de sorcière comme maison.

## Personnages
- Sally Yumeno (夢野サリー, Yumeno Sarī?)
- Yoshiko Hanamura (花村よし子, Hanamura Yoshiko?)
- Sumire Kasugano (春日野すみれ, Kasugano Sumire?)
- Kabu (カブ?)
- The Hanamura Triplets: Tonkichi (花村トン吉, Hanamura Tonkichi?)
- Poron (ポロン?)
- Daimaō (大魔王, Witch-king?)

## Adaptations
Le manga a été adapté en deux séries télévisées d'animation et un film :
- 1966 : Minifée, doublée au Québec et diffusée à partir du 2 septembre 1969 à la Télévision de Radio-Canada[1], rediffusée dès le 13 septembre 1982 sur TVJQ[2] et dès le 1er mai 1986 à Super Écran[3]. Inédite en France.
- 1989 : Sally la petite sorcière, série distribuée en France par AB Groupe.
- 1990 : Sally la petite sorcière, le film.

### Minifée(1966)

#### Fiche technique
- Titre original : 魔法使いサリー (Mahōtsukai Sarī?)
- Titre québébois : Minifée
- Réalisation : Toshio Katsuta
- Pays :  Japon
- Langue : japonais
- Durée : 25 minutes
- Date de sortie :
  -  Japon : 5 décembre 1966 - 30 décembre 1968

#### Distribution
- Bernadette Morin : Sally "Minifée" Yumeno
- Flora Balzano : Danny Yumeno
- Nicole Fontaine : mère de Minifée / Suzon Kasugano
- Benoît Marleau : père de Minifée (2) / M. Camille
- Régis Dubost : père de Minifée (1)
- Élizabeth Chouvalidzé : Yolande Hanamura
- Brigitte Amélie Morin : Paul Hanamura
- Philippe Arnaud : Pierre Hanamura / Jacques Hanamura
- À confirmer : Pauline Yumeno

 Source et légende : version québécoise (VQ) sur Doublage.qc.ca

### Sally la petite sorcière(1989)
Dans la série française, 51 épisodes ont été doublés à l'exception des épisodes 53 à 88 ainsi que l'épisode 40.

#### Fiche technique
- Titre original : 魔法使いサリー (Mahōtsukai Sarī?)
- Titre français : Sally la petite sorcière
- Réalisation : Osamu Kasai
- Scénario : Nobuaki Kishima, Tomoko Konparu
- Pays :  Japon
- Langue : japonais
- Durée : 25 minutes
- Date de sortie :
  -  Japon : 9 octobre 1989 - 23 septembre 1991
- Licence : AB Groupe

#### Distribution
- Yuriko Yamamoto (VF : Magali Barney) : Sally Yumeno

## Épisodes

### Sally la petite sorcière, le film(1990)

#### Fiche technique
- Titre original : 魔法使いサリー (Mahōtsukai Sarī?)
- Titre français : Sally la petite sorcière, le film
- Réalisation : Yokoyama Mitsuteru
- Pays :  Japon
- Langue : japonais
- Durée : 25 minutes
- Date de sortie :
  -  Japon : 10 mars 1990